# At the Gate of Sethu
At the Gate of Sethu è un album studio del gruppo musicale brutal death metal Nile, pubblicato nel 2012 dalla Nuclear Blast Records.

## Tracce
Testi e musiche di George Kollias e Karl Sanders, tranne dove indicato diversamente.
1. Enduring the Eternal Molestation of Flame – 4:29
2. The Fiends Who Come To Steal the Magick of the Deceased – 4:30
3. The Inevitable Degradation of Flesh – 5:30 (George Kollias, Karl Sanders, Dallas Toler-Wade)
4. When My Wrath is Done – 3:11
5. Slaves of Xul (strumentale) – 1:24 (Karl Sanders)
6. The Gods Who Light Up the Sky At the Gate of Sethu – 5:43
7. Natural Liberation of Fear Through the Ritual Deception of Death – 3:30 (George Kollias, Karl Sanders, Dallas Toler-Wade)
8. Ethno-Musicological Cannibalisms (strumentale) – 1:40 (Karl Sanders)
9. Tribunal of the Dead – 5:54
10. Supreme Humanism of Megalomania – 4:36 (George Kollias, Karl Sanders, Dallas Toler-Wade)
11. The Chaining of the Iniquitous – 7:05 (Karl Sanders)

Bounus track
1. Enduring the Eternal Molestation of Flame (strumentale) – 4:05
2. The Inevitable Degradation of Flesh (strumentale) – 5:30 (George Kollias, Karl Sanders, Dallas Toler-Wade)

## Formazione
- Karl Sanders - chitarra, basso, voce, tastiere, bağlama
- George Kollias - batteria
- Dallas Toler-Wade - chitarra, basso, voce

## Classifiche
| Classifica           | Posizione migliore |
| -------------------- | ------------------ |
| The Billboard 200    | 131                |
| Top Hard Rock Albums | 10                 |
| Top Heatseekers      | 2                  |
| Top Rock Albums      | 44                 |